# Веселиново (Шуменская область)
Весели́ново (болг. Веселиново) — село в Болгарии. Находится в Шуменской области, входит в общину Смядово. Население составляет 739 человек.

## Политическая ситуация
В местном кметстве Веселиново, в состав которого входит Веселиново, должность кмета (старосты) исполняет Марин Димитров Железов (независимый) по результатам выборов.
Кмет (мэр) общины Смядово — Севи Атанасов Севев Болгарская социалистическая партия (БСП) по результатам выборов.

## Люди, связанные с селом
Веселиново — родина Желю Желева болгарского философа и политика, президента Болгарии с 1990 по 1997 год (родился здесь 3 марта 1935 года).